# Amerikaanse expeditie in Korea
De Amerikaanse expeditie in Korea, in Korea bekend als het Shinmiyangyo-incident (Koreaans: 신미양요, Hanja: 辛未洋擾), was een Amerikaanse militaire expeditie in Korea en vond voornamelijk plaats op en rond het eiland Ganghwa. 
De reden voor de aanwezigheid van de Amerikaanse land- en zeemacht in Korea was het ondersteunen van een Amerikaanse diplomatieke delegatie die onder leiding van de Amerikaanse ambassadeur in China, Frederick Low, was gestuurd om te onderhandelen over handels- en politieke betrekkingen met de schiereilandnatie en om het lot vast te stellen van het koopvaardijschip General Sherman, dat vermist was geraakt tijdens een bezoek aan Korea in 1866. Volgens een artikel in The National Interest wezen Lows eigen verslagen er echter op dat de strafcampagne was ingegeven door de behoefte om de Amerikaanse macht te demonstreren over wat hij beschouwde als een zwakkere natie. Voordien hadden de Amerikaanse bevelhebbers zich gerechtigd gevoeld om "vreedzaam" de Koreaanse wateren binnen te gaan voor onderzoek en handel met zwaarbewapende oorlogsschepen en hadden zij herhaalde diplomatieke verzoeken om de Koreaanse soevereiniteit te respecteren genegeerd.
In 1871 stuurden de Verenigde Staten Low samen met het U.S. Navy's Asiatic Squadron naar Korea om zowel de verdwijning van de General Sherman te onderzoeken alsook te proberen de Koreanen ervan te overtuigen met hen handel te drijven. De Koreaanse ambtenaren maakten Low echter duidelijk dat ze niet geïnteresseerd waren in een handelsverdrag. Toen Koreaanse walbatterijen op 1 juni twee Amerikaanse oorlogsschepen op de rivier Han aanvielen, besloot Low de forten aan te vallen tenzij de Koreanen zich formeel verontschuldigden voor de hinderlaag op de rivier. Koreaanse functionarissen stuurden echter brieven waarin zij de Amerikanen verantwoordelijk stelden voor het overtreden van de wetten van hun land door onrechtmatig gewapende oorlogsschepen naar hun territoriale wateren te sturen, en waarin zij Low eindelijk uitlegden wat er ook met de General Sherman was gebeurd. De gouverneur van Ganghwa stuurde ook wat Low beschreef als "een paar waardeloze artikelen" - drie koeien, vijftig kippen en duizend eieren - in een poging de zaken te de-escaleren. De Amerikanen wezen het aanbod af. In plaats daarvan werd een strafcampagne gestart, nadat de bevelvoerende Amerikaanse admiraal geen officiële verontschuldiging had ontvangen van de Koreanen. Het isolationistische karakter van de regering van de Joseondynastie en het imperiale karakter van de Amerikanen om Korea's ingestelde beleid niet te erkennen, veranderde een diplomatieke expeditie in een gewapend conflict.
Op 10 juni landden ongeveer 650 Amerikanen en veroverden verschillende forten met als hoogtepunt de Slag bij Ganghwa, waarbij meer dan 200 Koreanen werden gedood met een verlies van slechts drie Amerikaanse soldaten. Low had verwacht dat de Koreanen zich na deze overwinning zouden overgeven, maar in plaats daarvan kreeg hij te horen dat er geen onderhandelingen en geen verdere ontmoetingen met Koreaanse diplomaten zouden plaatsvinden. Nadat ze er niet in slaagden hun gijzelaars te bevrijden en nieuws ontvingen over grotere en beter uitgeruste Koreaanse versterkingen, realiseerde Low zich dat ze onvoldoende troepen hadden om hun doelen te bereiken en besloot zich terug te trekken. Een handelsverdrag tussen de twee landen zou pas in 1882 tot stand komen, zes jaar nadat het verdrag tussen Japan en Korea van 1876 een krachtig einde maakte aan het isolationisme van Korea.